# Rhodochlora albipuncta
Rhodochlora albipuncta là một loài bướm đêm trong họ Geometridae.